# Linger (Luksemburg)
Linger (lb. Lénger) – wieś w południowo-zachodnim Luksemburgu, w gminie Käerjeng, w kantonie Capellen. Do 3 października 2015 leżała w dystrykcie Luksemburg. Wieś zamieszkują 583 osoby.